# Mahrenholzhof

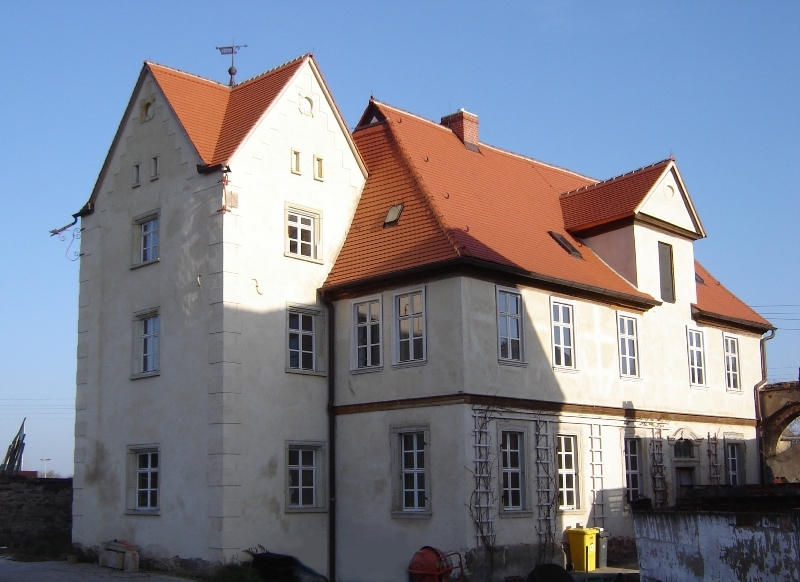
Mahrenholzhof, links der in das Gutshaus einbezogene alte Wohnturm

Der Mahrenholzhof ist ein denkmalgeschützter ehemaliger Bauernhof im Magdeburger Stadtteil Fermersleben.

## Architektur und Geschichte
Die Hofanlage, für deren Namen auch die Schreibweise Mahrenholtzhof gebräuchlich ist, befindet sich an der östlichen, der Elbe zugewandten Seite des ehemaligen Dorfes Fermersleben, unweit der Martin-Gallus-Kirche in der Mansfelder Straße. Von dem ursprünglich sehr großen Hof ist im Wesentlichen das historische Gutshaus, ein hierin einbezogener Wohnturm sowie die Hofeinfahrt erhalten geblieben. Der Hof befand sich über drei Jahrhunderte im Besitz der einflussreichen und wohlhabenden Familie Mahrenholtz und ist eines der wenigen erhalten gebliebenen Zeugnisse der vorindustriellen Zeit im später stark durch Industriebetriebe geprägten Stadtteil. Die in der Nähe befindliche Mahrenholtzstraße ist nach der Familie benannt.
Ältester Bestandteil ist der Wohnturm, der möglicherweise aus dem Zeitraum des 13. oder 14. Jahrhunderts stammt. Andere Angaben vermuten das Jahr 1530. Der Turm verfügt über drei Stockwerke, die nur vom östlich angrenzenden, den Turm einbeziehenden Wohnhaus her erreichbar sind. Bekrönt wird der Turm von zwei gegeneinander versetzte Satteldächer, so dass der Turm zu jeder Seite einen Giebel besitzt. Die Mauerstärken des auf rechteckigem Grundriss errichteten Turms betragen im Fußbereich 1,40 Meter und im oberen Bereich noch 0,80 Meter. Die Geschossdecken sind als flache Decken ausgeführt. An der südwestlichen Ecke des Turms befindet sich eine Sonnenuhr.
Das Gutshaus entstand nach einer Inschrift im Jahr 1695, ist in seinem Kern jedoch möglicherweise noch älter. Es wurde aus Ziegeln errichtet und ist verputzt. Das Gutshaus gliedert sich in zwei jeweils mit einem Satteldach versehene Teile, deren Giebel zur östlich gelegenen Straße ausgerichtet sind. Direkt an den Turm grenzt der zweigeschossige Hauptteil. Er verfügt über ein Zwerchhaus und ist vierachsig. Östlich des Hauptteils grenzt das kleinere, eingeschossige und nur über zwei Achsen verfügende Nebenhaus an.
1878 erfolgte ein Umbau des Gutshauses. Es erhielt dabei größere Fenster. Im Inneren führt eine große hölzerne Wendeltreppe aus der Diele in das obere Geschoss. Im Jahr 1916 beantragte der damalige Eigentümer Heinrich Böwe die Genehmigung zur Einrichtung eines Kinematographentheaters. Tatsächlich entstand in einer Scheune rechts der Tordurchfahrt für einige Zeit ein Kino mit 347 Klappsitzen. Gutshaus und Turm wurden Anfang des 21. Jahrhunderts saniert.
Südlich des Gutshauses befindet sich die Toreinfahrt. Sie wurde aus Bruchsteinen errichtet und ist auch verputzt. Rechts neben der Toreinfahrt und über der Eingangstür befinden sich Inschriften, die auf die Familie Mahrenholtz hinweisen.